# T'ukhmanuki Lerrnants'k'
T'ukhmanuki Lerrnants'k' (armeniska: T’ukhmanuki Lerrnants’k’) är ett bergspass i Armenien.   Det ligger i provinsen Vajots Dzor, i den centrala delen av landet, 60 kilometer sydost om huvudstaden Jerevan. T'ukhmanuki Lerrnants'k' ligger 1 680 meter över havet.
Terrängen runt T'ukhmanuki Lerrnants'k' är kuperad åt sydväst, men åt nordost är den bergig. Terrängen runt T'ukhmanuki Lerrnants'k' sluttar söderut. Runt T'ukhmanuki Lerrnants'k' är det ganska tätbefolkat, med 70 invånare per kvadratkilometer.. Närmaste större samhälle är Aghavnadzor, 12,0 kilometer öster om T'ukhmanuki Lerrnants'k'. 
Trakten runt T'ukhmanuki Lerrnants'k' består i huvudsak av gräsmarker.